# Tropidurus amathites
Tropidurus amathites är en ödleart som beskrevs av  Rodrigues 1984. Tropidurus amathites ingår i släktet Tropidurus och familjen Tropiduridae. IUCN kategoriserar arten globalt som otillräckligt studerad. Inga underarter finns listade i Catalogue of Life.